# Saint-Servais (Costes del Nord)
Saint-Servais (en bretó Sant-Servez-Kallag) és un municipi francès, situat a la regió de Bretanya, al departament de Costes del Nord. L'any 1999 tenia 390 habitants.

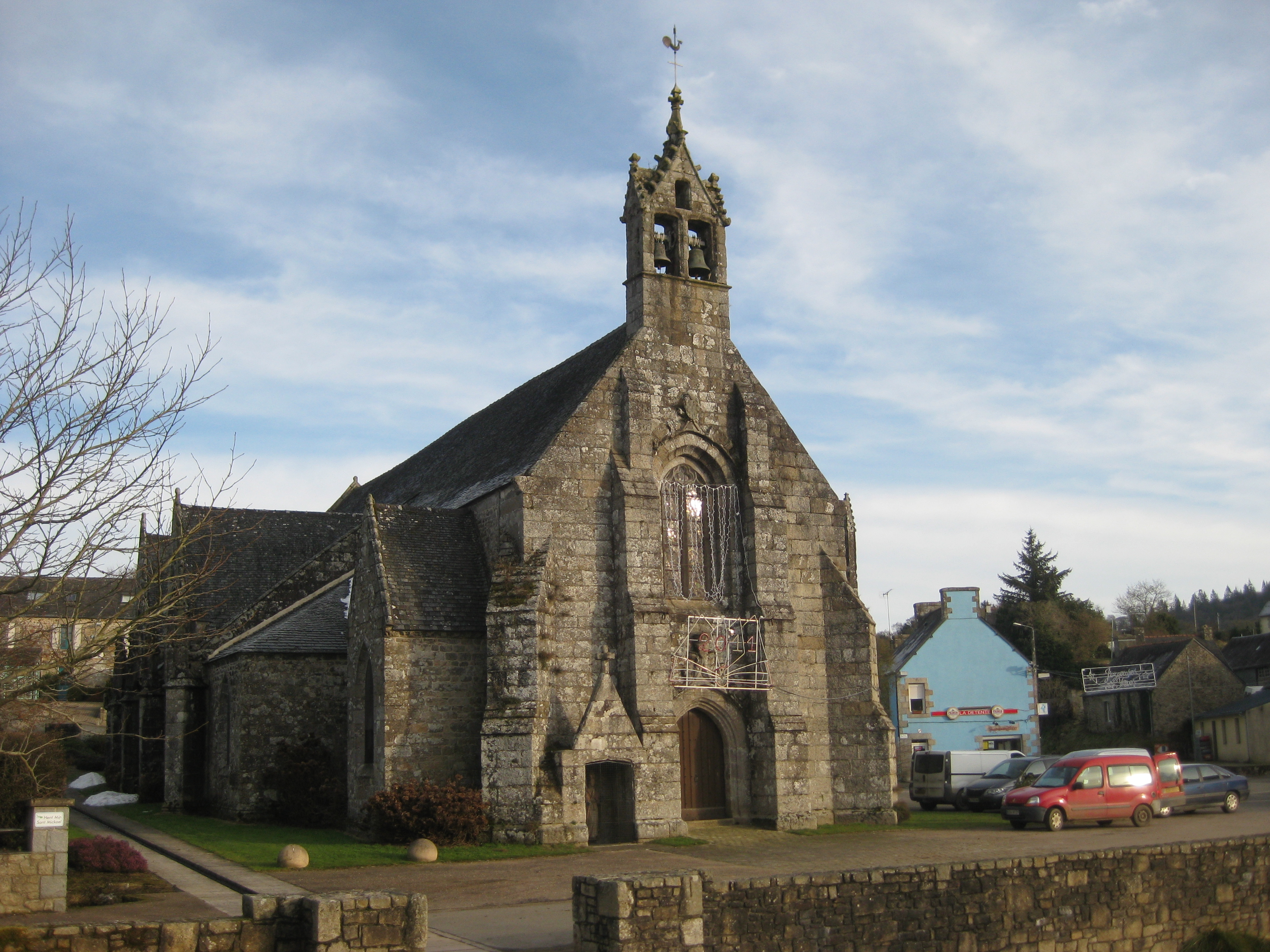
Església dedicada a Sant Servaci

## Demografia
| 1962                                       | 1968 | 1975 | 1982 | 1990 | 1999 |
| ------------------------------------------ | ---- | ---- | ---- | ---- | ---- |
| 513                                        | 657  | 575  | 481  | 436  | 390  |
| Des de 1962: població sense dobles comptes |      |      |      |      |      |

## Administració
| Període | Identitat       | Partit |
| ------- | --------------- | ------ |
| 2001-   | Christian Coail |        |

## Personatges il·lustres
- Anatole Le Braz, dramaturg bretó.
- Jean-Yves Plourin